# 伊爾基涅耶瓦河
伊爾基涅耶瓦河是俄羅斯的河流，屬於安加拉河的右支流，由克拉斯諾亞爾斯克邊疆區負責管轄，河道全長363公里，流域面積13,600平方公里，發源自中西伯利亞高原，河水主要來自雨水和融雪，每年十一月至翌年五月結冰。